# Zbigniew Jeżewski
Zbigniew Jeżewski (ur. 25 lutego 1921 w Krakowie, zm. 23 czerwca 1997 tamże) – polski pianista, kameralista, kompozytor i profesor Akademii Muzycznej w Krakowie. 

## Życiorys
Edukację pianistyczną otrzymał od Jadwigi Kopycińskiej, Kazimierza Krzyształowicza oraz Zbigniewa Drzewieckiego (któremu udzielił schronienia po powstaniu warszawskim), a kompozytorską od Franciszka Skołyszewskiego, Bolesława Wallek-Walewskiego i Zdzisława Jachimeckiego. Dyplom ukończenia Państwowej Wyższej Szkoły Muzycznej w Krakowie otrzymał w 1946 r. 
Od 1950 r. akompaniator Rozgłośni Krakowskiej Polskiego Radia, jako kameralista zapraszany do koncertów m.in. z Eugenią Umińską (wykonanie Suity preludiów Ireny Garzteckiej z rękopisu kompozytorki). Od 1948 zajmował się działalnością pedagogiczną, od 1953 związany z macierzystą uczelnią, gdzie prowadził zajęcia z kameralistyki, akompaniamentu i czytania partytur. 
Był twórcą muzyki do słuchowisk radiowych i spektakli teatralnych (m.in. dla Starego Teatru, Teatru Groteski w Krakowie). Był też autorem  opracowań dla Polskiego Wydawnictwa Muzycznego.
Pochowany na cmentarzu Rakowickim (kw. V, róg płn.-zach.). 

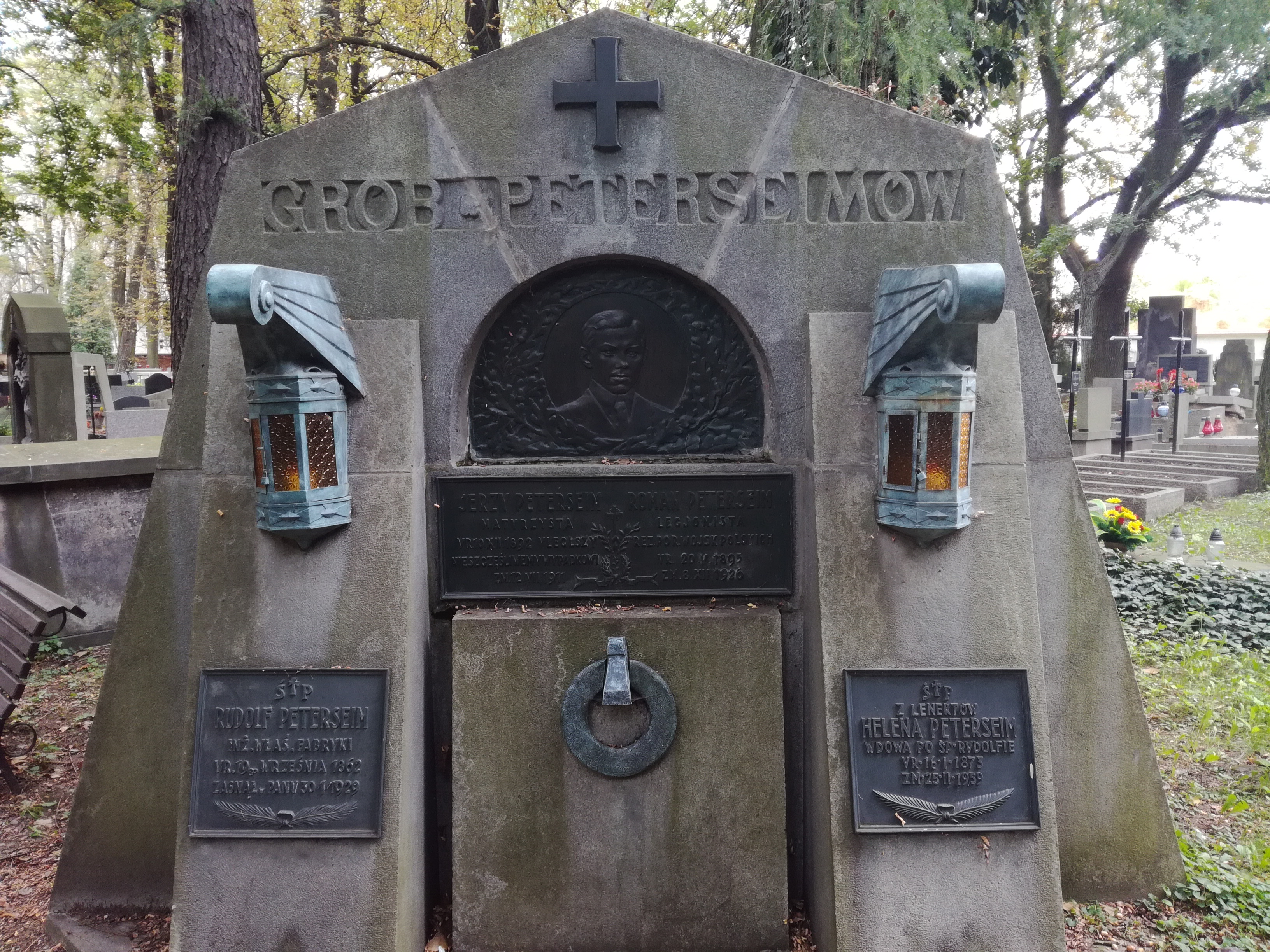
Grobowiec Peterseimów na cmentarzu Rakowickim w Krakowie, w którym pochowany jest Zbigniew Jeżewski